# Onthophagus nicolasi
Onthophagus nicolasi là một loài bọ cánh cứng trong họ Bọ hung (Scarabaeidae).